# Сан Мамете (Комо)
Сан Мамете је насеље у Италији у округу Комо, региону Ломбардија.
Према процени из 2011. у насељу је живело 532 становника. Насеље се налази на надморској висини од 286 м.